# Community Exchange System
Community Exchange System (CES) o “Sistema de Intercambios en Comunidad” es una red comercial basada en Internet que permite a los participantes comprar y vender bienes y servicios sin usar una moneda de curso legal. Si bien el sistema, relativamente nuevo, se puede utilizar como una alternativa a las monedas tradicionales como el dólar estadounidense, el euro o el rand sudafricano, el "Sistema de Intercambios en Comunidad" es una moneda complementaria en el sentido de que funciona junto con las monedas establecidas. Es de alcance internacional. No tiene papel moneda ni moneda metálica, usa tecnología informática para servir como un "sistema bancario y de dinero en línea" o un sistema de intercambio alternativo, y como mercado. Es un anticipo de un acuerdo en el que un bien o servicio se intercambia por otro bien o servicio, algo comúnmente llamado trueque, en el que se usa una unidad digital de valor.
Si bien hay informes de que el sistema está creciendo, en 2011 el sistema manejaba solo una pequeña fracción de la actividad comercial mundial internacional. En España el CES contaba con 58 grupos locales registrados ya en 2012.

## Antecedentes
Si bien el dinero normalmente adopta la forma de moneda de curso legal como billetes de dólar o monedas de euro, ha habido otros tipos de monedas que van desde pagarés ––en los que una persona declara una deuda a una persona en un documento escrito––a programas más sofisticados, tales como las millas de viajero frecuente en las cuales los puntos se acumulan como resultado de las compras. Y algunas comunidades, típicamente las más remotas, han instituido lo que a veces se llama monedas locales con notas de papel como los BerkShares en el condado de Berkshire en Estados Unidos; la idea es que se reafirma la economía local y que "el dinero nunca sale de la comunidad y por eso todo el mundo es más rico", según un usuario. El advenimiento de la tecnología de Internet ha hecho más viables las formas alternativas de intercambio, según un informe, ya que las bases de datos pueden contabilizar los créditos y facilitar el comercio.